# Antônio Paulino Limpo de Abreu

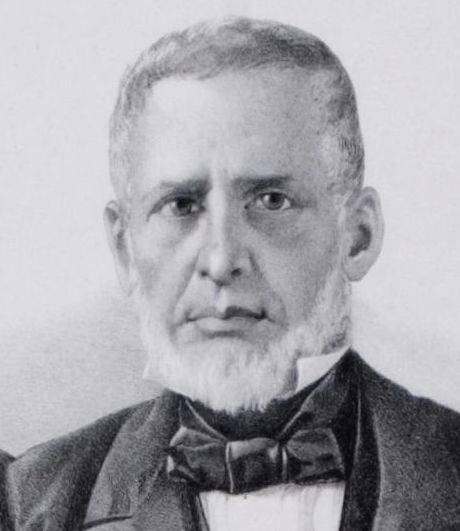
Antônio Paulino Limpo de Abreu, Visconde de Abaeté (1861)

Antônio Paulino Limpo de Abreu, Visconde de Abaeté (* 22. September 1798 in Lissabon; † 14. September 1883 in Rio de Janeiro) war ein Politiker im Kaiserreich Brasilien, der unter anderem mehrfach Erster Minister sowie Außenminister war. Er war zudem von 1848 bis zu seinem Tode Senator des Kaiserreichs Brasilien sowie zwischen 1861 und 1873 Präsident des Senats.

## Leben
Antônio Paulino Limpo de Abreu absolvierte nach dem Besuch des Seminário São José in Rio de Janeiro ein Studium der Rechtswissenschaften an der 1290 gegründeten Universität Coimbra, das er 1820 abschloss. Im Anschluss wurde er als Richter nach São João del-Rei in der Provinz Minas Gerais, heute der Bundesstaat Minas Gerais, entsandt. Mitte der 1820er Jahre begann er seine politische Laufbahn als Mitglied der Abgeordnetenkammer (Câmara dos Deputados), der er zwischen 1826 und 1841 angehörte und deren Präsident er als Nachfolger von José Martiniano Pereira de Alencar erstmals von Mai 1832 bis zu seiner Ablösung durch Bento de Oliveira Braga Mai 1834 war. Zugleich fungierte er als Nachfolger von José de Araújo Ribeiro zwischen dem 5. November 1833 und dem 31. März 1834 als Präsident von Minas Gerais.
Im Anschluss übernahm er am 14. Oktober 1835 von Joaquim Vieira da Silva e Sousa erstmals das Amt als Erster Minister (Ministro e Secretário de Estado dos Negócios do Império) und bekleidete dieses bis zu seiner Ablösung durch José Inácio Borges 5. Februar 1836. Zugleich fungierte er in diesem Kabinett als Justizminister (Ministro da Justiça). Als Nachfolger von José Inácio Borges war er zwischen dem 7. Juni und dem 29. September 1836 abermals Erster Minister und wurde daraufhin von Gustavo Adolfo de Aguilar Pantoja abgelöst. Er übernahm in dieser Zeit zugleich erstmals das Amt als Außenminister (Ministro das Relações Exteriores). Am 18. März 1837 löste er Manuel da Fonseca de Lima e Silva wieder als Erster Minister ab und übte das Amt diesmal bis zum 16. Mai 1837 aus, woraufhin Manuel Alves Branco seine Nachfolge antrat. In dieser war er abermals Außenminister.
Abreu fungierte zwischen dem 24. Juli 1840 und dem 23. März 1841 wieder als Justizminister. Im Januar 1845 löste er Manuel Inácio Cavalcanti de Lacerda als Präsident der Abgeordnetenkammer ab und verblieb in dieser Funktion bis zu seiner Ablösung durch José Joaquim Fernandes Torres im Juni 1845. Daraufhin bekleidete er vom 26. Mai 1845 bis zum 2. Mai 1846 wieder die Ämter als Außenminister sowie zwischen dem 29. September 1845 und dem 2. Mai 1846 erneut als Justizminister. Zugleich war er von 1845 bis 1847 erneut Mitglied der Abgeordnetenkammer. Er war vom 8. März bis zum 31. Mai 1848 abermals Außenminister und bekleidete zudem zwischen dem 8. März und dem 14. Mai 1848 zusätzlich das Amt als Finanzminister (Ministro da Fazenda).
In der siebten Legislaturperiode wurde Abreu 1848 erstmals Senator des Kaiserreichs Brasilien und gehörte dem Senat bis zu seinem Tode in der 18. Legislaturperiode 1883 an. Er bekleidete zwischen dem 6. September 1853 und dem 14. Juni 1855 wieder das Amt des Außenministers und war zugleich vom 12. bis zum 27. Januar 1855 abermals für kurze Zeit Finanzminister. Während dieser Zeit wurde er am 2. September 1854 als Visconde de Abaeté in den Adelsstand erhoben.
Als Nachfolger von Pedro de Araújo Lima wurde Abreu am 2. Januar 1858 Präsident des Ministerrates (Presidente do Conselho de Ministros) und bekleidete dieses Amt als Premierminister bis zum 10. August 1859, woraufhin Ângelo Moniz da Silva Ferraz sein Nachfolger wurde. In seinem Kabinett übernahm er zugleich das Amt des Marineministers (Ministro da Marinha). Zuletzt übernahm er als Nachfolger von Manuel Inácio Cavalcanti de Lacerda 1861 den Posten als Präsident des Senats und übte diesen bis zu seiner Ablösung durch José Joaquim Fernandes Torres 1873 aus.
Für seine Verdienste wurde ihm ferner der Kaiserliche Orden vom Kreuz (Ordem Imperial do Cruzeiro), der Christusorden (Ordem de Cristo) sowie der Orden unserer lieben Frau von Vila Viçosa (Ordem de Nossa Senhora da Conceição de Vila Viçosa) verliehen.